# Amstel Gold Race
La Amstel Gold Race es una clásica ciclista neerlandesa que se disputa en Limburgo (en los últimos años entre Maastricht y Valkenburg) el tercer domingo del mes de abril y patrocinada por la empresa cervecera que le da nombre. 
Es la primera de las tres Clásicas de las Ardenas, junto con la Flecha Valona y la Lieja-Bastoña-Lieja. 
Su primera edición se disputó el 30 de abril de 1966. Formó parte de la Copa del Mundo desde que esta fuera creada en 1989 hasta su última edición en 2004, y ya desde 2005 se incluyó dentro del UCI ProTour posteriormente UCI World Ranking y UCI WorldTour.
Su recorrido consta de un gran número de 'muros' (más de 30), cortas pero duras subidas encadenadas, donde el Cauberg es el más destacado ya que fue utilizado como llegada desde 2003 a 2012. En el campeonato mundial de ciclismo en ruta disputado en Limburgo en 2012, se utilizó esta subida pero el final se hizo 1800 metros después de coronar, en la villa de Berg en Treblijt. A partir de 2013 la Amstel Gold Race decidió repetir la experiencia del mundial finalizando en el mismo lugar.
El ciclista que más veces se ha impuesto es el neerlandés Jan Raas, con 5 victorias.

## Recorrido
En las últimas ediciones las cotas a superar han sido:
| 1 Maasberg 2 Adsteeg 3 Lange Raarberg 4 Bergseweg 5 Sibbergrubbe 6 Cauberg 7 Wolfsberg 8 Loorberg 9 Schweiberg 10 Camerig 11 Drielandenpunt 12 Gemmenicherweg 13 Vijlenerbos 14 Eperheide 15 Gulperberg 16 Plettenberg | 17 Eyserweg 18 Huls 19 Vrakelberg 20 Sibbergrubbe (2.º paso) 21 Cauberg (2.º paso) 22 Geulhemmerberg 23 Bemelerberg 24 Wolfsberg (2.º paso) 25 Loorberg (2.º paso) 26 Gulperberg (2.º paso) 27 Kruisberg 28 Eyserbosweg 29 Fromberg 30 Keutenberg 31 Cauberg (3.er paso) |

## Palmarés
| Año  | Ganador              | Segundo                  | Tercero               |           |
| ---- | -------------------- | ------------------------ | --------------------- | --------- |
| 1966 | Jean Stablinski      | Bernard Van de Kerckhove | Jan Hugens            |           |
| 1967 | Arie den Hartog      | Cees Lute                | Harry Steevens        |           |
| 1968 | Harry Steevens       | Roger Rosiers            | Daniel van Ryckeghem  |           |
| 1969 | Guido Reybrouck      | Jos Huysmans             | Eddy Merckx           |           |
| 1970 | Georges Pintens      | Willy Van Neste          | Andre Dierickx        |           |
| 1971 | Frans Verbeeck       | Gerben Karstens          | Roger Rosiers         |           |
| 1972 | Walter Planckaert    | Willy De Geest           | Joop Zoetemelk        |           |
| 1973 | Eddy Merckx          | Frans Verbeeck           | Herman Van Springel   |           |
| 1974 | Gerrie Knetemann     | Walter Planckaert        | Walter Godefroot      |           |
| 1975 | Eddy Merckx          | Freddy Maertens          | Joseph Bruyère        |           |
| 1976 | Freddy Maertens      | Jan Raas                 | Luc Leman             |           |
| 1977 | Jan Raas             | Gerrie Knetemann         | Hennie Kuiper         |           |
| 1978 | Jan Raas             | Francesco Moser          | Joop Zoetemelk        |           |
| 1979 | Jan Raas             | Henk Lubberding          | Sven-Åke Nilsson      |           |
| 1980 | Jan Raas             | Alfons De Wolf           | Sean Kelly            |           |
| 1981 | Bernard Hinault      | Roger de Vlaeminck       | Alfons De Wolf        |           |
| 1982 | Jan Raas             | Stephen Roche            | Gregor Braun          |           |
| 1983 | Phil Anderson        | Jan Bogaert              | Jan Raas              |           |
| 1984 | Jacques Hanegraaf    | Kim Andersen             | Patrick Versluys      |           |
| 1985 | Gerrie Knetemann     | Jozef Lieckens           | Johnny Broers         |           |
| 1986 | Steven Rooks         | Joop Zoetemelk           | Ronny Van Holen       |           |
| 1987 | Joop Zoetemelk       | Steven Rooks             | Malcolm Elliott       |           |
| 1988 | Jelle Nijdam         | Steven Rooks             | Claude Criquielion    |           |
| 1989 | Eric van Lancker     | Claude Criquielion       | Steve Bauer           |           |
| 1990 | Adrie van der Poel   | Luc Roosen               | Jelle Nijdam          |           |
| 1991 | Frans Maassen        | Maurizio Fondriest       | Dirk De Wolf          |           |
| 1992 | Olaf Ludwig          | Johan Museeuw            | Dmitri Konyschew      |           |
| 1993 | Rolf Järmann         | Gianni Bugno             | Jens Heppner          |           |
| 1994 | Johan Museeuw        | Bruno Cenghialta         | Marco Saligari        |           |
| 1995 | Mauro Gianetti       | Davide Cassani           | Beat Zberg            |           |
| 1996 | Stefano Zanini       | Mauro Bettin             | Johan Museeuw         |           |
| 1997 | Bjarne Riis          | Andrea Tafi              | Beat Zberg            |           |
| 1998 | Rolf Järmann         | Maarten den Bakker       | Michele Bartoli       |           |
| 1999 | Michael Boogerd      | Lance Armstrong          | Gabriele Missaglia    |           |
| 2000 | Erik Zabel           | Michael Boogerd          | Markus Zberg          |           |
| 2001 | Erik Dekker          | Lance Armstrong          | Serge Baguet          |           |
| 2002 | Michele Bartoli      | Serguéi Ivanov           | Michael Boogerd       |           |
| 2003 | Alekszandr Vinokurov | Michael Boogerd          | Danilo Di Luca        |           |
| 2004 | Davide Rebellin      | Michael Boogerd          | Paolo Bettini         |           |
| 2005 | Danilo Di Luca       | Michael Boogerd          | Mirko Celestino       |           |
| 2006 | Fränk Schleck        | Steffen Wesemann         | Michael Boogerd       |           |
| 2007 | Stefan Schumacher    | Davide Rebellin          | Danilo Di Luca        |           |
| 2008 | Damiano Cunego       | Fränk Schleck            | Alejandro Valverde    |           |
| 2009 | Serguéi Ivanov       | Karsten Kroon            | Robert Gesink         |           |
| 2010 | Philippe Gilbert     | Ryder Hesjedal           | Enrico Gasparotto     |           |
| 2011 | Philippe Gilbert     | Joaquim Rodríguez        | Simon Gerrans         |           |
| 2012 | Enrico Gasparotto    | Jelle Vanendert          | Peter Sagan           |           |
| 2013 | Roman Kreuziger      | Alejandro Valverde       | Simon Gerrans         |           |
| 2014 | Philippe Gilbert     | Jelle Vanendert          | Simon Gerrans         |           |
| 2015 | Michał Kwiatkowski   | Alejandro Valverde       | Michael Matthews      |           |
| 2016 | Enrico Gasparotto    | Michael Valgren          | Sonny Colbrelli       |           |
| 2017 | Philippe Gilbert     | Michał Kwiatkowski       | Michael Albasini      |           |
| 2018 | Michael Valgren      | Roman Kreuziger          | Enrico Gasparotto     |           |
| 2019 | Mathieu van der Poel | Simon Clarke             | Jakob Fuglsang        |           |
| 2020 | cancelada            | cancelada                | cancelada             | cancelada |
| 2021 | Wout van Aert        | Thomas Pidcock           | Maximilian Schachmann |           |
| 2022 | Michał Kwiatkowski   | Benoît Cosnefroy         | Tiesj Benoot          |           |
| 2023 | Tadej Pogačar        | Ben Healy                | Thomas Pidcock        |           |
| 2024 | Thomas Pidcock       | Marc Hirschi             | Tiesj Benoot          |           |
| 2025 | Mattias Skjelmose    | Tadej Pogačar            | Remco Evenepoel       |           |

Notas:
- En las ediciones Amstel Gold Race 2005 y 2006, el corredor Michael Boogerd, fue inicialmente segundo y tercero respectivamente, pero en diciembre de 2015, tras haber reconocido haberse dopado, fue desposeído de todos sus resultados entre los años 2005 y 2007.[1]

## Palmarés por países
Hasta la edición 2024.
| País            | Victorias | 2.º lugar | 3.º lugar | Total | Último vencedor              |
| --------------- | --------- | --------- | --------- | ----- | ---------------------------- |
| Países Bajos    | 18        | 14        | 11        | 43    | Mathieu van der Poel en 2019 |
| Bélgica         | 14        | 17        | 18        | 49    | Wout van Aert en 2021        |
| Italia          | 7         | 8         | 10        | 25    | Enrico Gasparotto en 2016    |
| Suiza           | 3         | 2         | 4         | 9     | Rolf Järmann en 1998         |
| Alemania        | 3         | -         | 3         | 6     | Stefan Schumacher en 2007    |
| Dinamarca       | 3         | 2         | 1         | 6     | Mattias Skjelmose en 2025    |
| Francia         | 2         | 1         | -         | 3     | Bernard Hinault en 1981      |
| Polonia         | 2         | 1         | -         | 3     | Michał Kwiatkowski en 2022   |
| Australia       | 1         | 1         | 4         | 6     | Phil Anderson en 1983        |
| Reino Unido     | 1         | 1         | 2         | 4     | Thomas Pidcock en 2024       |
| Rusia           | 1         | 1         | 1         | 3     | Serguéi Ivanov en 2009       |
| Luxemburgo      | 1         | 1         | -         | 2     | Fränk Schleck en 2006        |
| Kazajistán      | 1         | -         | -         | 1     | Aleksandr Vinokúrov en 2003  |
| República Checa | 1         | 1         | -         | 2     | Roman Kreuziger en 2013      |
| Eslovenia       | 1         | 1         | -         | 2     | Tadej Pogačar en 2023        |
| España          | -         | 3         | 1         | 4     | -                            |
| Irlanda         | -         | 2         | 1         | 3     | -                            |
| Estados Unidos  | -         | 2         | -         | 2     | -                            |
| Canadá          | -         | 1         | 1         | 2     | -                            |
| Suecia          | -         | -         | 1         | 1     | -                            |
| Eslovaquia      | -         | -         | 1         | 1     | -                            |

## Estadísticas

### Más victorias
| País               | Victorias | Años                         |
| ------------------ | --------- | ---------------------------- |
| Jan Raas           | 5         | 1977, 1978, 1979, 1980, 1982 |
| Philippe Gilbert   | 4         | 2010, 2011, 2014, 2017       |
| Eddy Merckx        | 2         | 1973, 1975                   |
| Gerrie Knetemann   | 2         | 1974, 1985                   |
| Rolf Järmann       | 2         | 1993, 1998                   |
| Enrico Gasparotto  | 2         | 2012, 2016                   |
| Michał Kwiatkowski | 2         | 2015, 2022                   |

Nota:
1. ↑  Desde la temporada 2020 el ciclista corrió bajo la nacionalidad Suiza

### Victorias consecutivas
- Cuatro victorias seguidas:

 Jan Raas (1977, 1978, 1979, 1980)
- Dos victorias seguidas:

 Philippe Gilbert (2010, 2011)